# Pacasso
Francisco Almaraz (Distrito Federal, México), más conocido como Pacasso o Doctor Netas, es un periodista, caricaturista, animador y humorista mexicano. Conocido por su particular estilo de dibujo minimalista, sus caricaturas políticas en varios periódicos mexicanos y algunas de sus series animadas como Terapia Intensiva y Mario Netas.

## Biografía
Inició en 1993 como periodista de Grupo Reforma, cubría eventos noticiosos, realizaba entrevistas y reportajes, y en sus tiempos libres hacia viñetas sobre su día a día. Después, presentó sus viñetas a los editores del periódico, y después de muchos intentos mientras hacia un reportaje, su primer cartón fue aceptado.
Luego entró al periódico Metro, donde inició la publicación de una tira cómica en 2005, que al mismo tiempo sería una animación, llamada Mario Netas, producida para Reforma y que estaría vigente hasta 2013, cuando fue cancelada, siendo revivida en 2019.
En 2010 presentó en el noticiero con Joaquín López-Dóriga: Terapia Intensiva, una de sus obras más reconocidas en cocreación con su esposa y socia Berenice Loaeza; un grupo de médicos liderados por el Dr. Netas, que informan al paciente recién salido del coma, sobre los sucesos más relevantes de México y el mundo.
En 2019 presenta su primer libro: Stand Up Comic, que básicamente es un Stand up hecho historieta, con prólogo de Víctor Trujillo, siendo el primer libro en este formato.
En 2020 entra a LatinUS reviviendo a su clásico: Terapia Intensiva, y con una nueva serie: Giro Positivo. Desde el 23 de febrero de 2022, conduce junto al también caricaturista Juan Alarcón: Humores Perros, programa dedicado al humor y a la caricatura.
El 13 de octubre de 2022, anuncia que fue expulsado de periódico Reforma después de 30 años de colaborar con el periódico, ahora volviéndose caricaturista independiente.
Varias de sus inspiraciones están en historietistas como Gabriel Vargas, Quino, Jim Davis o Charles M. Schulz. Él mismo se define como garabatero ya que su estilo, tanto de dibujo como de animación, es muy simple, y le ayuda a desarrollar muchas ideas en menor tiempo posible.

## Obras

### Libros
- Stand Up Comic Vol. 1 (2019)
- Dr. Netas Aislados (2020)
- Dr. Netas Aislados 2 (2021)
- Stand Up Comic Vol. 2 (2022)

### Animación
- Mario Netas (2005 - 2013; 2019 - 2022)
- Los Horóscopos del Maestro Piyush
- Terapia Intensiva (2010 - 2016; 2021 - presente)
- Terapia Intensiva: Unidad de Quemados (2012 - 2019; 2021 - presente)
- Driving Dr. Netas (2016; 2019 - presente)
- Palomitas de Microondas (2018 - 2019; 2022)
- Giro Positivo (2020 - 2023)
- El Podcast (Que no es Podcast) (2021 - presente)
- Las Noticias de Berelú (2022)
- Todas estas noticias son Falsas (2022)
- ¡SiCierto! (2022 - 2023)
- Fuera del Aire (2022 - presente)
- Reporte Puperto (2025- presente)